# SIGMA (組合)
SIGMA是一組台灣三人男子唱跳團體，團名源自希臘文的數學符號「Σ」，代表總合、加總，強調「團結力量大」。於2010年11月正式出道，隔月發行首張專輯。成員有周定緯、李宇和林維哲三位，團長是周定緯。
2012年8月，原團員之一林維哲宣布因個人生涯規劃而退出SIGMA，並於8月24日在經紀公司官網公布此一訊息。
之後，SIGMA以「兩人組合」維持一年，期間除了接活動外，並未發行新作品，最後因周定緯、李宇分別在2013年8月底與11月中旬入伍服兵役，唱片公司華研國際音樂也於2013年12月將公司網站所有有關SIGMA的頁面刪除。雖唱片公司未正式對外宣布，但SIGMA已形同解散。
目前，僅剩團長周定緯尚在演藝圈，林維哲退往幕後擔任舞者，李杰宇則於2015年3月舉辦完個人音樂會後，退出演藝圈。

## 團名來源
定緯、杰宇、維哲三人成軍後，一直對團名非常期待，之後公司決定集思廣益讓每位同事投稿各交出覺得適合的團名，包括SIGMA三位也都要各交出團名，再從中參考篩選。而SIGMA這個名稱，是到投稿時間結束後，某天杰宇半夜告訴工作人員的想法，最後雀屏中選。
第一階段公司先從收到的近300個稿件中選出三個名稱，然後再進行一次全公司投票調查，杰宇收到問卷以後看見自己突發奇想提的名字竟然在票選之列，驚訝的表示：「這是我在唸書的時候看到數學符號Σ（Sigma），覺得他代表的意義很好，無意間告訴工作人員的，沒想到入選了。」
第二階段的團名票選意見調查問卷，全公司上下都採用不記名投票的方式寫下個人意見，當天剛好在公司的Ella，也興高采烈參與投票，並對三位小師弟加油打氣。經過第二輪調查，公司內部針對每個團名進行檢視討論並綜合各方面的意見後，最後決定名稱就是唸起來響亮俐落，又代表團體精神的「SIGMA」。

## 成員資料
| 成員列表 | 成員列表  | 成員列表      | 成員列表      |
| 本名     | 英文名    | 羅馬拼音      | 出生日期      |
| -------- | --------- | ------------- | ------------- |
| 周定緯   | Judy Chou | Chou Ting-Wei | 1987年8月11日 |
| 李宇     | Jett Lee  | Lee Chieh-Yu  | 1989年2月10日 |
| 林維哲   | Tommy Lin | Lin Wei-Zhe   | 1984年3月17日 |

## 音樂

### 專輯
| 發行日期       | 專輯名稱                | 曲目 | 發行公司     |
| 2010年12月17日 | Sigma 首張同名專輯      | 1. SIGMA（页面存档备份，存于） 2. 我得了一種不跳舞就會死的病 DANCE or DIE 3. 後男友 Post-boyfriend（页面存档备份，存于） 4. 淚奔 Running With Tears（页面存档备份，存于） 5. 世界這麼亂 The World Is Such A Mess（页面存档备份，存于） 6. 至少我有熱血到 At Least I Am Passionate 7. 讓我一次愛個夠 All I Can Love 8. 心裡的OS Innermost OS 9. 我這邊 By My Side 10. 就像妳是我 Just Like You Were Me | 華研國際音樂 |
| 2011年1月28日  | Sigma（影音雙全升級版） | CD： 1. SIGMA 2. 我得了一種不跳舞就會死的病 3. 後男友 4. 淚奔 5. 世界這麼亂 6. 至少我有熱血到 7. 讓我一次愛個夠 8. 心裡的OS 9. 我這邊 10. 就像妳是我 DVD： 1. SIGMA MV 2. 淚奔 MV 3. 後男友 MV | 華研國際音樂 |

### 單曲
| 發行日期  | 專輯名稱         | 曲目   | 發行公司     |
| --------- | ---------------- | ------ | ------------ |
| 2012年9月 | 電影西門町主題曲 | 去愛吧 | 華研國際音樂 |

## 影視作品
此部分僅列出三位成員於2010~2013年之作品，往後年度作品請參閱各成員之條目

### 電視劇
| 年份   | 撥出頻道           | 劇名           | 參與成員 | 角色   | 性質   | 登場集數                             |
| ------ | ------------------ | -------------- | -------- | ------ | ------ | ------------------------------------ |
| 2010年 | 中視、八大綜合台   | 《就想賴著妳》 | 周定緯   | 阿德   | 客串   | 1、2、6、7、13                       |
| 2013年 | 華視、緯來綜合台   | 《我愛幸運七》 | 李宇     | 阿K    | 男配角 | 1-7,10-13                            |
| 2013年 | 樂視網、中天綜合台 | 《PMAM》       | 周定緯   | 王慎言 | 主角   | 1、2、5-7、9-17、19-20、23-30、32-40 |

### 電影
| 年度   | 劇名       | 參與成員           | 飾演      | 演出性質    |
| ------ | ---------- | ------------------ | --------- | ----------- |
| 2012年 | 《西門町》 | 李宇 周定緯 林維哲 | 阿華 小五 | 男配角 客串 |

### 微電影
| 年度   | 公司     | 劇名     | 參與成員 | 飾演   | 演出性質 |
| ------ | -------- | -------- | -------- | ------ | -------- |
| 2013年 | 華南金控 | 幸福守護 | 周定緯   | 陳柏華 | 男主角   |

## 舞台劇
| 年度   | 劇團名稱     | 性質   | 劇名                 | 參與成員 | 飾演     | 演出性質 |
| ------ | ------------ | ------ | -------------------- | -------- | -------- | -------- |
| 2009年 | 如果兒童劇團 | 歌舞劇 | 《誰是聖誕老公公？》 | 周定緯   | MOMO老師 | 客串     |
| 2013年 | 如果兒童劇團 | 歌舞劇 | 《小花》             | 周定緯   | 阿星     | 主角     |

## 音樂劇
| 日期                     | 劇名                                       | 參與成員           | 飾演                   | 性質          |
| ------------------------ | ------------------------------------------ | ------------------ | ---------------------- | ------------- |
| 2011年10月10日、10月11日 | 中華民國建國一百年國慶晚會搖滾音樂劇夢想家 | 周定緯 李宇 林維哲 | 王晚晴 王飛(小飛) 大德 | 男主角 男配角 |

## 得獎紀錄
| 日期           | 典禮名稱                 | 得獎項目     |
| 2011年11月24日 | 第四屆音樂風云榜新人盛典 | 最佳潛力組合 |
| 2011年12月11日 | 2011年音樂先鋒榜         | 先锋新组合   |

## 外部連結
- 華研國際音樂Youtube官方頻道（页面存档备份，存于）
- 華研國際音樂官方網站（页面存档备份，存于）